# Віконт
Віко́нт (англ. viscount; фр. vicomte віцеграф) або віконтеса — титул європейського дворянства. У Великій Британії цей титул, середній між графом і бароном.

## Короткі відомості

### Європа
У Франції та інших країнах Європи, де є цей титул, старший син графа (за життя батька) носить титул віконта.

### Японія
Титул віконта (яп. 子爵, ししゃく, шішяку) в Японії використовувався протягом 1869—1947 років. Особи, які мали цей титул належали до стану титулованої шляхти кадзоку.